# Теодор II Палеолог
Теодор II Палеолог (грч. Θεόδωρος Παλαιολόγος) је био морејски деспот (1407—1443) из династије Палеолога. Био је други син византијског цара Манојла II (1391—1425) и његове супруге, српске принцезе, царице Јелене Драгаш. Водио је експанзионистичку политику према својим латинским суседима, Ахајској кнежевини и Кефалонији. Од 1428. године дели власт са млађом браћом Константином (1449—1453) и Томом (1428—1460), да би 1443. године препустио Константину поседе у Мореји у замену за Селимврију, у којој је и умро.

## Порекло и породица
Рођен је у Цариграду, као други син (од десеторо деце), цара Манојла II и царице Јелене Драгаш (ћерке Константина Драгаша (Дејановића)), обласног господара који је владао источном Македонијом. По мајчиној линији деспот Теодор II је, као и његов брат цар Јован VIII (1425—1448) и цар Константин XI Палеолог Драгаш је био чукунунук краља Србије Стефана Дечанског (1322—1331) чија се ћерка удала за севастократора Дејана (родоначелника Дејановића и оца Константина Дејановића Драгаша) и по тој основи потомак Немањића. Поред деспота Теодора II, цар Манојло II и царица Јелена имали су још неколико деце.
| Име             | Живео                   | Титула                           | Владао                                                   |
| --------------- | ----------------------- | -------------------------------- | -------------------------------------------------------- |
| Јован (VIII)    | 1392 — 1448.            | византијски цар                  | Византијом (од 1421. као савладар, самостално 1425—1448) |
| Константин (XI) | (1405—1453)             | морејски деспот, византијски цар | Морејом (1428—1448) и Византијом (1449—1453)             |
| Андроник        | (1403—1429)             | деспот                           | Солуном (1408—1423)                                      |
| Тома            | (1409—1465)             | морејски деспот                  | Морејом (1428—1460)                                      |
| Димитрије       | (1406—1470)             | морејски деспот                  | Морејом (1449—1460)                                      |
| Константин      | (1393/1397 — 1400/1405) |                                  |                                                          |
| Михајло         | (1406/1407 — 1409/1410) |                                  |                                                          |

Деспот Теодор II Палеолог се 1421. године оженио Клеопом Малатестом, уз посредовање њеног ујака папе Мартина V (1417—1431) и са њом је имао ћерку Јелену, која се удала за кипарског краља Јована II (1432—1458).

## Живот и владавина
Теодор је рођен око 1396. године и као веома млад је послан у Мореју код стрица деспота Теодора I (1383—1407), да би се припремио за улогу морејског деспота. Након стричеве смрти 1407. године, преузима власт над деспотовином, а подршку у владавини му пружа и отац цар Манојло II, који 1408. године посећује Мореју. Седам година касније, цар Манојло II је поново дошао у Мореју да би надзирао подизање великог одбрамбеног бедема Хексамилеона (1415—1416) који је бранио копнени прилаз полуострву. Деспот Теодор II се 1421. године жени италијанском племкињом Клеопом Малатестом, која умире 1433. године. Истовремено он започиње офанзивну политику према својим латинским суседима на Пелопонезу, ахајским кнезом Центурионеом II Закаријом (1404—1432) и господаром Кефалоније грофом Карлом I Токоом (1386—1429). Његове нападе привремено је ослабио и зауставио османски напад који је 1423. године предводио Турхан бег.
Ширење Морејске деспотовине се наставља од 1428. године, када му савладари постају млађа браћа деспот Константин и деспот Тома, тако да се до 1433. године практично цело полуострво налазило под византијском влашћу. Њихов најстарији брат и тадашњи византијски цар Јован VIII (1425—1448) био је без деце и директних потомака, што је довело тензије између деспота Теодора II и деспота Константина око његовог наследника. Њихов спор је формално окончан споразумом из 1443. године којим је деспот Теодор II предао деспоту Константину своје поседе у Мореји за његове око Селимврије код Цариграда. Међутим, деспот Теодор II је у Селмврији преминуо од куге 26.06. 1448. године, само неколико месеци пре свог брата цара Јована VIII (31. октобра) 1448. године.

## Биографија
Теодор II Палеолог је био син византијског цара Манојла II Палеолога и његове супруге царице Хелене Драгаш. Његов деда по мајци био је српски велможа Константин Драгаш. Његова браћа су били цареви Јован VIII Палеолог и Константин XI Палеолог, као и Димитрије Палеолог и Тома Палеолог, деспоти у Морејској деспотовини, и Андроник Палеолог, деспот у Солуну.
Када је Теодор имао нешто више од десет година, отац га је прогласио деспотом (despotēs) и именовао га да управља Морејом након смрти његовог стрица деспота Теодора I Палеолога 1407. године. За његовог тутора и намесника до пунолетства постављен је племић Никола Еудаимоноиоанес. Први период његове владавине обележио је рата против латинских држава у Грчкој за уједињење Мореје. Међу непријатељима деспота Теодора II у том периоду је била и Република Венеција, која је послала трупе да спрече његов покушај да освоји Патру. Током Теодоровог малолетства, његов отац, цар Манојло II, боравио је у Мореји и надгледао њену администрацију и одбрану, обнављајући Хексамилионски зид преко Коринтске превлаке.
Тренутак драстичне промене политике био је његов брак са латинском племкињом Клеофом Малатестом, договорен уз помоћ њеног стрица папе Мартина V, који је постао Теодоров савезник и присталица. У писму отприлике у време смрти цара Манојла II (21. јула 1425. године), папа Мартин V је назвао цара Теодора II цариградским царом (ad Theodorum imperatorem constantinopolitanum), али је круна заправо прешла на његовог старијег брата цара Јована VIII.
Рат у Мореји је кренуо против Византинаца и под притиском Карла I Тока, грофа Кефалоније и владара Епира, деспот Теодор II је тражио помоћ од свог брата Јована VIII. Та помоћ стигла је у виду појачања на челу са њиховим братом деспотом Константином, који је постао заједнички гувернер Мореје са деспотом Теодором II 1428. године. Удружени напори браће допринели су поморској победи код Ехинаде 1427. године, и освајању Патраса 1430. године.
С друге стране, цар Јован VIII је Теодоровог млађег брата деспота Константина прогласио намесником царства током његовог путовања у Фиренцу 1438. године, што је нагласило његов избор Константина за свог намераваног наследника. Следећих неколико година било је поремећено споровима са деспотом Константином око наследства бездетног цара Јована VIII. У компромису, деспот Теодор II Палеолог је предао своје поседе у Мореји у замену за Константинов домен (апанажу) Селимбрију (Силиври) 1443. године, где је умро од куге пет година касније, 1448. године, пре своје браће.

## Брак и деца
У браку са деспином Клеофом Малатестом, италијанском племкињом, деспот Теодор II Палеолог је имао најмање једну ћерку:
1. Јелена Палаеолог. Удала се за кипарског краља Јована II Лизињан.

## Породично стабло
|  |                                |  |  |  |  |  |  |  |  |  |  |  |  |  |  |  |
|  | 16. Михајло IX Палеолог        |  |  |  |  |  |  |  |  |  |  |  |  |  |  |  |
|  |                                |  |  |  |  |  |  |  |  |  |  |  |  |  |  |  |
|  |                                |  |  |  |  |  |  |  |  |  |  |  |  |  |  |  |
|  | 8. Андроник III Палеолог       |  |  |  |  |  |  |  |  |  |  |  |  |  |  |  |
|  |                                |  |  |  |  |  |  |  |  |  |  |  |  |  |  |  |
|  |                                |  |  |  |  |  |  |  |  |  |  |  |  |  |  |  |
|  | 17. Рита од Јерменије          |  |  |  |  |  |  |  |  |  |  |  |  |  |  |  |
|  |                                |  |  |  |  |  |  |  |  |  |  |  |  |  |  |  |
|  |                                |  |  |  |  |  |  |  |  |  |  |  |  |  |  |  |
|  | 4. Јован V Палеолог            |  |  |  |  |  |  |  |  |  |  |  |  |  |  |  |
|  |                                |  |  |  |  |  |  |  |  |  |  |  |  |  |  |  |
|  |                                |  |  |  |  |  |  |  |  |  |  |  |  |  |  |  |
|  | 18. Амедео V од Савоје         |  |  |  |  |  |  |  |  |  |  |  |  |  |  |  |
|  |                                |  |  |  |  |  |  |  |  |  |  |  |  |  |  |  |
|  |                                |  |  |  |  |  |  |  |  |  |  |  |  |  |  |  |
|  | 9. Ана Савојска                |  |  |  |  |  |  |  |  |  |  |  |  |  |  |  |
|  |                                |  |  |  |  |  |  |  |  |  |  |  |  |  |  |  |
|  |                                |  |  |  |  |  |  |  |  |  |  |  |  |  |  |  |
|  | 19. Марија од Брабанта         |  |  |  |  |  |  |  |  |  |  |  |  |  |  |  |
|  |                                |  |  |  |  |  |  |  |  |  |  |  |  |  |  |  |
|  |                                |  |  |  |  |  |  |  |  |  |  |  |  |  |  |  |
|  | 2. Манојло II Палеолог         |  |  |  |  |  |  |  |  |  |  |  |  |  |  |  |
|  |                                |  |  |  |  |  |  |  |  |  |  |  |  |  |  |  |
|  |                                |  |  |  |  |  |  |  |  |  |  |  |  |  |  |  |
|  | 20. Михајло Кантакузин         |  |  |  |  |  |  |  |  |  |  |  |  |  |  |  |
|  |                                |  |  |  |  |  |  |  |  |  |  |  |  |  |  |  |
|  |                                |  |  |  |  |  |  |  |  |  |  |  |  |  |  |  |
|  | 10. Јован VI Кантакузин        |  |  |  |  |  |  |  |  |  |  |  |  |  |  |  |
|  |                                |  |  |  |  |  |  |  |  |  |  |  |  |  |  |  |
|  |                                |  |  |  |  |  |  |  |  |  |  |  |  |  |  |  |
|  | 21. Теодора Палеолог Анђел     |  |  |  |  |  |  |  |  |  |  |  |  |  |  |  |
|  |                                |  |  |  |  |  |  |  |  |  |  |  |  |  |  |  |
|  |                                |  |  |  |  |  |  |  |  |  |  |  |  |  |  |  |
|  | 5. Јелена Кантакузин           |  |  |  |  |  |  |  |  |  |  |  |  |  |  |  |
|  |                                |  |  |  |  |  |  |  |  |  |  |  |  |  |  |  |
|  |                                |  |  |  |  |  |  |  |  |  |  |  |  |  |  |  |
|  | 22. Андроник Асен              |  |  |  |  |  |  |  |  |  |  |  |  |  |  |  |
|  |                                |  |  |  |  |  |  |  |  |  |  |  |  |  |  |  |
|  |                                |  |  |  |  |  |  |  |  |  |  |  |  |  |  |  |
|  | 11. Ирина Асен                 |  |  |  |  |  |  |  |  |  |  |  |  |  |  |  |
|  |                                |  |  |  |  |  |  |  |  |  |  |  |  |  |  |  |
|  |                                |  |  |  |  |  |  |  |  |  |  |  |  |  |  |  |
|  | 1. Теодор II Палеолог          |  |  |  |  |  |  |  |  |  |  |  |  |  |  |  |
|  |                                |  |  |  |  |  |  |  |  |  |  |  |  |  |  |  |
|  |                                |  |  |  |  |  |  |  |  |  |  |  |  |  |  |  |
|  | 12. Дејан                      |  |  |  |  |  |  |  |  |  |  |  |  |  |  |  |
|  |                                |  |  |  |  |  |  |  |  |  |  |  |  |  |  |  |
|  |                                |  |  |  |  |  |  |  |  |  |  |  |  |  |  |  |
|  | 6. Константин Драгаш Дејановић |  |  |  |  |  |  |  |  |  |  |  |  |  |  |  |
|  |                                |  |  |  |  |  |  |  |  |  |  |  |  |  |  |  |
|  |                                |  |  |  |  |  |  |  |  |  |  |  |  |  |  |  |
|  | 26. Стефан Урош III Дечански   |  |  |  |  |  |  |  |  |  |  |  |  |  |  |  |
|  |                                |  |  |  |  |  |  |  |  |  |  |  |  |  |  |  |
|  |                                |  |  |  |  |  |  |  |  |  |  |  |  |  |  |  |
|  | 13. Теодора Немањић            |  |  |  |  |  |  |  |  |  |  |  |  |  |  |  |
|  |                                |  |  |  |  |  |  |  |  |  |  |  |  |  |  |  |
|  |                                |  |  |  |  |  |  |  |  |  |  |  |  |  |  |  |
|  | 27. Марија Палеолог            |  |  |  |  |  |  |  |  |  |  |  |  |  |  |  |
|  |                                |  |  |  |  |  |  |  |  |  |  |  |  |  |  |  |
|  |                                |  |  |  |  |  |  |  |  |  |  |  |  |  |  |  |
|  | 3. Јелена Драгаш               |  |  |  |  |  |  |  |  |  |  |  |  |  |  |  |
|  |                                |  |  |  |  |  |  |  |  |  |  |  |  |  |  |  |
|  |                                |  |  |  |  |  |  |  |  |  |  |  |  |  |  |  |